# Black (canción de Pearl Jam)
«Black» es una de las canciones más populares del grupo Pearl Jam y forma parte del álbum Ten. Es una de las piezas centrales del álbum y de las más emocionales. El grupo se negó a lanzarla como sencillo, ya que consideraban a la canción como algo muy personal y creían que el sentimiento se perdería al intentar hacer un video o lanzarla comercialmente. A pesar de todo, la canción llegó a alcanzar el #3 de la lista de canciones Mainstream de Rock de Billboard en 1992. La canción fue incluida en el disco de grandes éxitos Rearviewmirror: Greatest Hits 1991-2003. La revista Rolling Stone la eligió la novena mejor balada de todos los tiempos

## Significado de la letra
Conocida como "E ballad" (Balada en Mi) en el Gossman Project. La letra la escribió Vedder en un momento en el que se encontraba muy dolido por la mujer que él creía el amor de su vida.
«Black» es una especie de monólogo que sostiene un hombre que tiene el corazón roto, y se dedica a recordar a su amante ausente.
Hace parte del repertorio de dolor de alguien que la ha mantenido como favorita por varios años consecutivos.